# Saint-Paul, Oise
Saint-Paul är en kommun i departementet Oise i regionen Hauts-de-France i norra Frankrike. Kommunen ligger i kantonen Auneuil som tillhör arrondissementet Beauvais. År 2022 hade Saint-Paul 1 612 invånare.

## Befolkningsutveckling
Antalet invånare i kommunen Saint-Paul
| Referens: INSEE |